# Delgerkhaan
Delgerkhaan (tiếng Mông Cổ: Дэлгэрхаан) là một sum của tỉnh Töv ở Mông Cổ. Vào năm 2007, dân số của sum là 2.016 người.

## Địa lý
Sum có diện tích khoảng 2.200 km2. Trung tâm sum, Khujirt, nằm cách tỉnh lỵ Zuunmod 223 km và thủ đô Ulaanbaatar 263 km.

### Khí hậu
Delgerkhaan có khí hậu bán khô hạn. Nhiệt độ trung bình hàng năm trong khu vực là 4 °C. Tháng ấm nhất là tháng 7, khi nhiệt độ trung bình là 22 °C và lạnh nhất là tháng 12, với −17 °C. Lượng mưa trung bình hàng năm là 266 mm. Tháng ẩm ướt nhất là tháng 7, với lượng mưa trung bình là 86 mm, và khô nhất là tháng 2, với 2 mm.

## Kinh tế
Sum có một trường học, bệnh viện, trung tâm thương mại và nhà văn hóa.